# Метафизика (Аристотель)
«Метафи́зика» (др.-греч. τὰ μετὰ τὰ φυσικά — то, что после физики; сокр. Aristot. Met.) — известнейший сборник сочинений Аристотеля и первая основополагающая работа одноимённого раздела философии. Состоит из 14 книг, собранных из различных работ Андроником Родосским, в которых описывается учение о первоначалах, которые и составляют предмет мудрости. Эти 14 книг принято обозначать заглавными буквами греческого алфавита. Исключением является 2-я книга, которая обозначается строчной альфой. Аристотель насчитывает четыре первоначала, или высшие причины бытия: форма (сущность, суть бытия) («Что это есть?»), материя («Из чего?»), цель («Ради чего?») и перводвигатель («Откуда начало движения?»). Он также проводит различие между возможностью и действительностью. Последние книги Метафизики посвящены критике эйдосов как отдельно существующих от вещей сущностей.

## Содержание

### Первая книга
Книгу I Аристотель начинает с утверждения, что «все люди от природы стремятся к знанию» (980a), поскольку они стремятся к восприятиям (αἰσθήσεων). Источником же знания является чувство и память, которые в совокупности образуют опыт (ἐμπειρία). На опыте воздвигается умение — знание общего. Однако практические умения — это ещё не высшее знание (ἐπιστήμη), каковым является только знание самоценное — мудрость (σοφία) — знание причин и начал. Аристотель говорит, что обычно мудрыми называли тех, кто много знает; однако всё знать нельзя, но можно знать причины всего. Как раз философы с самого начала интересовались причинами: как причину происхождения Вселенной, так и того, что́ хорошо. Такое знание он называет божественным. В третьей главе Аристотель перечисляет четыре причины (αἰτίαι) всего (983а25-30):
- Сущность (οὐσία — уси́а)
- Материя (ὕλη — хю́ле)
- Начало движения (ἡ ἀρχὴ τῆς κινήσεως — хэ архэ́ тэс кинэ́сэос)
- Благо (ἀγαθόν — агатхо́н)

Аристотель критикует своих предшественников за особый акцент на материальной причине: на воде (Фалес, 983b), воздухе (Анаксимен), огне (Гераклит) или четырёх элементах сразу (Эмпедокл, 984a). К началам движения он относил ум, дружбу и вражду. Далее Аристотель рассматривает учения пифагорейцев (гл.5) и Платона (гл.6). Аристотель указывает на многочисленные противоречия учения об идеях (эйдосах): например, если они образцы для материальных вещей, то почему они вечные, а материальные вещи -- временные? Тогда они образцы только частично, и должна быть причина такого частичного соответствия образцу. Многочисленные аргументы Аристотеля против учения об идеях сводятся к тому, что если считать, что идея -- причина вещи, то тогда надо находить некоторую промежуточную причину, благодаря которой идея и смогла сформировать вещь так, а не иначе, и так до бесконечности. Миф о демиурге, который творит вещи, взирая на идеи, Аристотель не рассматривает, потому что само понятие о нем противоречиво. Но и мыслить мир как исключительно материальный Аристотель не разрешает, потому что тогда мы не сможем объяснить, как в материальном мире возникают нематериальные моменты, например, общие причины для разных вещей или вообще все вещи, которые мы можем мыслить независимо от тела. 

### Вторая книга
В книге II Аристотель определяет философию как знание об истине (ἐπιστήμη τῆς ἀληθείας), причём истина оказывается целью знания. Истинная философия поэтому задает вопрос о конечной цели, которая отличается от промежуточных целей. Для этого надо решить вопрос, что такое бытие, и отказаться от ряда устаревших представлений о нем, например, о беспредельности бытия -- ведь если оно беспредельно, ему нельзя дать никакого определения, а значит, вообще как-либо соотнести с причинно-следственными связями. Также он говорит, что ни мифы, ни математические абстракции не могут объяснить нам суть бытия, но тут изложение обрывается. 

### Третья книга
В книге III Аристотель указывает на трудности познания причин: существуют ли сущности и где они пребывают? Он также критикует представление о богах, утверждая, что если боги нуждаются в пище, их бытие поддерживается извне, а значит, не может быть самодостаточным и потому не может быть вечным. Задачей первой философией должно стать изучение самого бытия, потому что иначе наука будет наукой о бессчетном множестве отдельных вещей. Аристотель объясняет, почему сущностями нельзя считать математические объекты: они не могут обладать такими известными нам свойствами существующих вещей, как способность возникнуть, способность быть уничтоженной, способность быть сейчас во времени, способность отличаться от другой вещи не только по количеству, но и по качеству. 

### Четвёртая книга
Книга IV посвящена понятию сущности. Аристотель подчеркивает, что под этим словом могут пониматься тела, элементы или числа. Аристотель отличает частные науки, которые изучают какой-то род существующих вещей (например, тела или числа), и первую философию, которая изучает сущность как таковую. В основе учения о сущности как таковой лежит закон тождества: не может вещь одновременно быть и не быть, и не может быть собой и чем-то еще в одном и том же отношении. Поэтому сущность нельзя свести к чувственно воспринимаемому, так как чувственно воспринимаемое всегда изменяется независимо от нас, и мы располагаем мнением, а не знанием, о чувственной области. Достоверность возможна только как логическая достоверность, то есть как выводы из закона непротиворечия применительно ко всему остальному, например, применительно к отношению сущности и явления. 

### Пятая книга
Книга V посвящена началу движения. Аристотель говорит о том, что все причины суть начала. Здесь он также рассуждает об элементах, которые являются неделимыми составными частями; и о природе. Он сообщает, что сущностями могут быть названы и простые тела. В главе 12 раскрывается понятие способности/возможности (δύναμις) как начала движения. В этой книге он дает основные определения, например, различает сущее и сущность. Сущим могут быть названы и сущности (субстанции), и привходящие свойства (акциденции), то есть всё то, про что можно сказать "оно существует так". Но сущностью может быть только субстанция, то есть то, к чему можно подобрать предикаты (сказуемое), но что само не может стать сказуемым. 

### Шестая книга
В книге VI Аристотель говорит о трёх видах умозрительного знания: математика, физика (то есть естествознание) и учение о божественном (φιλοσοφίαι θεωρητικαί, μαθηματική, φυσική, θεολογική). В этой книге Аристотель продолжает разграничивать субстанцию и акциденцию, уже не только исходя из грамматики, как различение подлежащего и предикации, но и исходя из системы причин: сущность оказывается необходима в системе причин, но система причин не пострадает, если одну акциденцию заменить на другую. Например, камень может быть горячим и холодным, и соответственно, может согреть или охладить, но это действие камня, камень не может перестать действовать или решить не-действовать, если он находится в системе причин, где он действует, а вот согреть или охладить камень в нашей воле. 

### Седьмая книга
В книге VII Аристотель продолжает разговор о сущности. Так как говорят о качествах как о существующих, то необходимо начать работу по категоризации, то есть разнести качества по категориям. Система категорий позволяет различить материальное и нематериальное: например, материальное объединяет материю и форму, тогда как нематериальному достаточно обладать только формой. Но именно поэтому нельзя считать нематериальное единственной причиной материального. Аристотель требует признать четыре причины: материальную, формальную, содетельную и целевую. Если мы отринем хотя бы одну из них, мы запутаемся, например, в том, как соотносятся целое как сущность и часть как часть этой сущности. Аристотель отвечает, что часть является частью формы, тогда как сущность другая, так как эта вещь в других причинно-следственных связях, чем целое: палец как часть тела, отрубленный палец, искусственный палец или заменяющая палец вещь -- это разные сущности, хотя всякий раз можно говорить о пальце как о "части тела". Также опять Аристотель нападает на учение Платона об идеях, говоря, что тогда идея как форма сводится к определению, но определение всегда является сложным и указывает на качества, которые в том числе могут стать материальными. 

### Восьмая книга
В книге VIII он переходит к разговору о началах: причинах и элементах сущностей. Аристотель подчеркивает, что наименее спорными считаются чувственно воспринимаемые сущности, которые имеют материю. Он замечает, что форма вещей может быть отделена от самих вещей только мыслью. Аристотель подробно говорит о том, как в вещи и возникает устойчивое сочетание материи как субстрата и формы как условия ее познания и действительного существования, и тем самым окончательно доказывает свое учение о четырех причинах. 

### Девятая книга
В книге IX Аристотель разбирает отношения возможности и действительности (осуществлённости). Возможности делятся в свою очередь на врождённые и приобретённые. Любая возможность может перейти в действительность, для чего нужен материальный субстрат, но сама по себе материя не является действительностью, а сама по себе форма не является возможностью. Только вещь как будущее соединение материи и формы возможна, и только вещь как состоявшееся соединение материи и формы действительна. В конце Аристотель сближает действительность и благо. 

### Десятая книга
Книга X начинается с рассмотрения вопроса о едином, которое бывает либо непрерывным, либо целым. Далее Аристотель рассматривает вопрос о противоположности, критикуя пифагорейцев и Платона за абсолютизацию противоположностей. Противоположности могут быть только в каком-то отношении: единое противоположно многому в отношении числа, черное противоположно белому в отношении цвета. 

### Одиннадцатая книга
Книга начинается с рассмотрения мудрости как науки (ἐπιστήμη) о началах (1059a). Аристотель противопоставляет единичные вещи общим понятиям и ставит под вопрос реальность последних. Он также рассматривает такие виды изменения как возникновение и уничтожение. В этой главе он перечисляет 7 категорий (1068а): сущность (греч. οὐσία), качество, место (греч.  τόπος), действие, страдание, отношение и количество.

### Двенадцатая книга
Аристотель отмечает, что предметом его рассмотрения является сущность (οὐσία), которая может иметь весьма различное толкование (1069a). Древние относили к сущностям стихии, а современные философы — общие или родовые понятия. Далее он рассматривает понятие первого двигателя, который есть неподвижная, бесконечная причина, Бог или Разум (Нус), цель которого — стремление к Благу и порядку в действительности. Здесь же Аристотель приводит своё знаменитое утверждение, что всё изменяется из сущего в возможности (ἐκ τοῦ δυνάμει) в сущее в действительности (ἐνεργείᾳ) — 1069b15. Причем всё, что подвержено изменению, материально (1069b24).

### Тринадцатая и четырнадцатая книги
Книги XIII—XIV посвящены критике эйдосов и чисел, якобы существующих помимо вещей. Аристотель подобно Платону разделяет прекрасное (καλόν) и благо (ἀγαθόν), ибо первое относится к неподвижному, а второе — к действию (1078а30). Однако в противовес своему учителю он противопоставляет общее сущности (1087а).

## Мыслители и школы, упоминаемые в сочинении
- Алкмеон Кротонский
- Анаксагор из Клазомен
- Анаксимен
- Антисфен
- Аристипп
- Архит
- Демокрит
- Диоген
- Гераклит из Эфеса
- Гермотим из Клазомен
- Гесиод
- Гиппас из Метапонта
- Гиппон (философ)
- Ксенофан
- Кратил
- Левкипп
- Ликофрон
- Мелисс
- Парменид
- Пифагор
- Пифагорейцы
- Платон
- Протагор
- Сократ
- Спевсипп
- Фалес
- Ферекид
- Эврит
- Эмпедокл
- Эпихарм

## Переводы
- Метафизика. / Пер. П. Первова и В. Розанова. Вып. 1. Кн. 1-5. СПб., 1895. 193 стр. (перевод не завершен)
  - переизд.: М., 2006.
- Метафизика. / Пер. А. В. Кубицкого. М.-Л.: Соцэкгиз. 1934. 348 стр. 10000 экз.
  - переизд.: Аристотель. Сочинения. В 4 т. Т. 1. М., 1975. (перевод пересмотренный)
  - переизд.: Аристотель. Метафизика. — М.: изд-во Эксмо, 2006. — 608 с. — (Антология мысли). (перевод в редакции 1934 г.)
- Лосев А. Ф. Критика платонизма у Аристотеля (перевод и комментарий XIII-й и XIV-й книги «Метафизики» Аристотеля). М., 1929.
  - переизд. Метафизика. Переводы. Комментарии. Толкования. 2002.

- Метафизика / Перевод с древнегреческого, вступительная статья и комм. А. В. Маркова. Москва: РИПОЛ классик, 2018. 384 стр. (данный перевод большинством специалистов оценивается отрицательно, как неудовлетворительный исторически и терминологически)